# Castle Bruce River
Castle Bruce River är ett vattendrag i Dominica.   Det ligger i parishen Saint David, i den sydöstra delen av landet, 20 km nordost om huvudstaden Roseau. Castle Bruce River ligger på ön Dominica.